# Нере, Жиль
Жиль Нере́ (фр. Gilles Néret, 1933, XIV округ Парижа, Париж, Франция — 3 августа 2005) — французский искусствовед, историк искусства, журналист, куратор. Один из ведущих специалистов по истории эротики.

## Биография
Жиль Нере родился в 1933 году.
Один из ведущих специалистов по истории эротики.
Организатор нескольких ретроспектив в Японии и основатель музея SEIBU и галереи Wildenstein в Токио.
С 1992 года был редактором издательства Taschen, для которого подготовил значительное количество коротких творческих биографий знаменитых художников. Составил каталог Erotica Universalis.
Умер 3 августа 2005 года.

## Награды и премии
- 1981 год — Премия имени Эли Фора (фр.)